# Підвішена кава

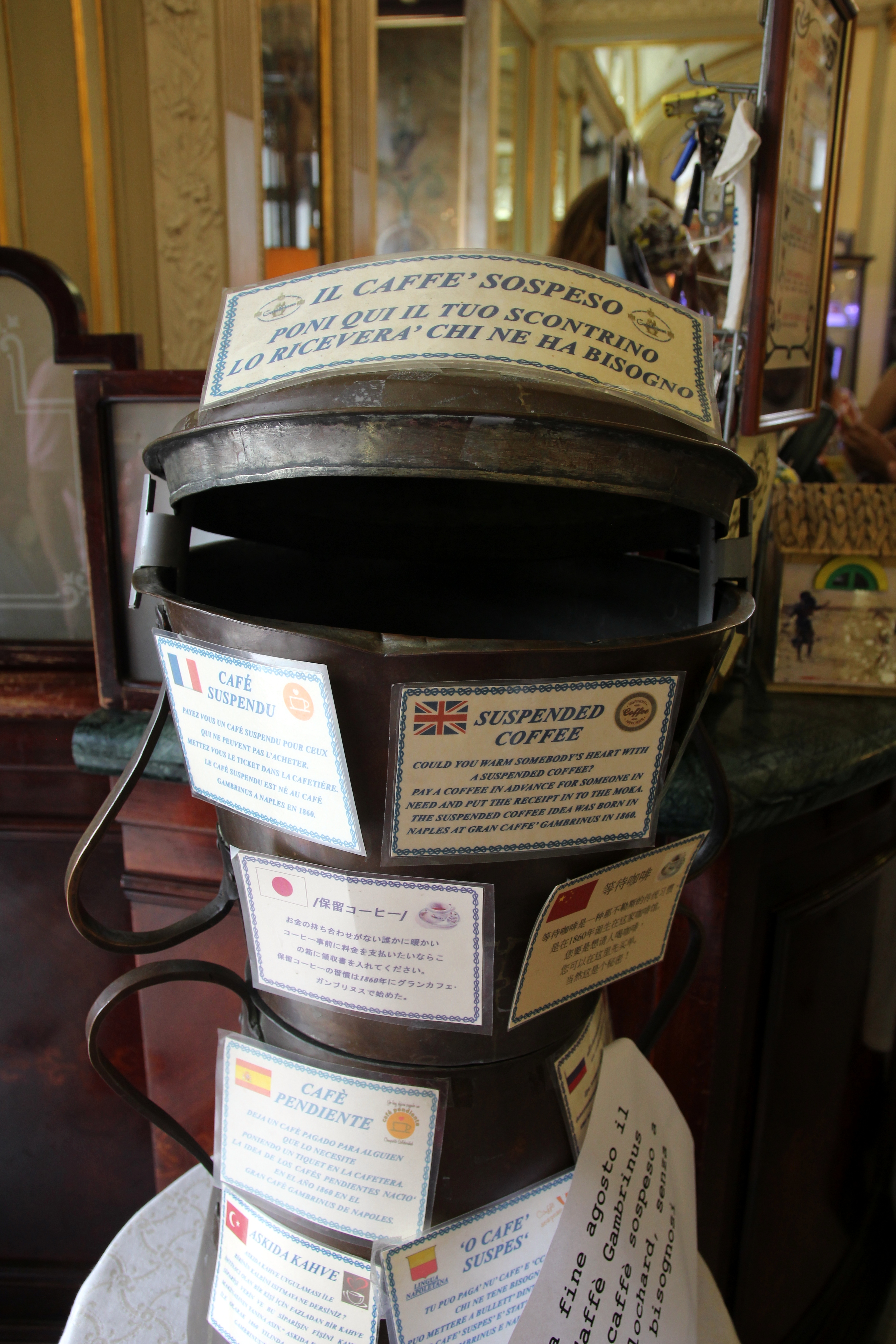

Підвішена кава (Caffè sospeso — італ. sospeso — підвішена, притримана (на майбутнє) тощо ) — традиція оплатити послугу, щоб нею міг скористуватися хтось інший. Походить від назви кави, яку за старою традицією можна було замовити в кафе Неаполя, щоб продемонструвати своє везіння і щедрість (а тепер і в усьому світі). При цьому клієнт отримає одну філіжанку кави, а заплатить за дві. За рахунок цього, безхатченки та бідняки можуть дозволити собі зайти в кафе та запитати, чи не «притримав» бариста зайвого напою. Якщо до цього хтось із відвідувачів замовляв caffè sospeso, то офіціант може пригостити мандрівника безкоштовною кавою. Ця неаполітанська традиція практикується дедалі частіше.
Фраза використовується в сучасних українських медіа.
11 грудня 2011 року «Rete del Caffè Sospeso» (Мережа підвішених кав) за підтримки різних організацій та мера Неаполя Луїджі де Маджістріса організували «День підвішеної кави» . 
У 2019 році в рамках проекту «Дивись українське» знято фільм «Підвішена кава» (режисер - Оксана Тараненко).